# Casco (Wisconsin)
Casco è un comune degli Stati Uniti, situato in Wisconsin, nella Contea di Kewaunee.